# Castillo de Predjama

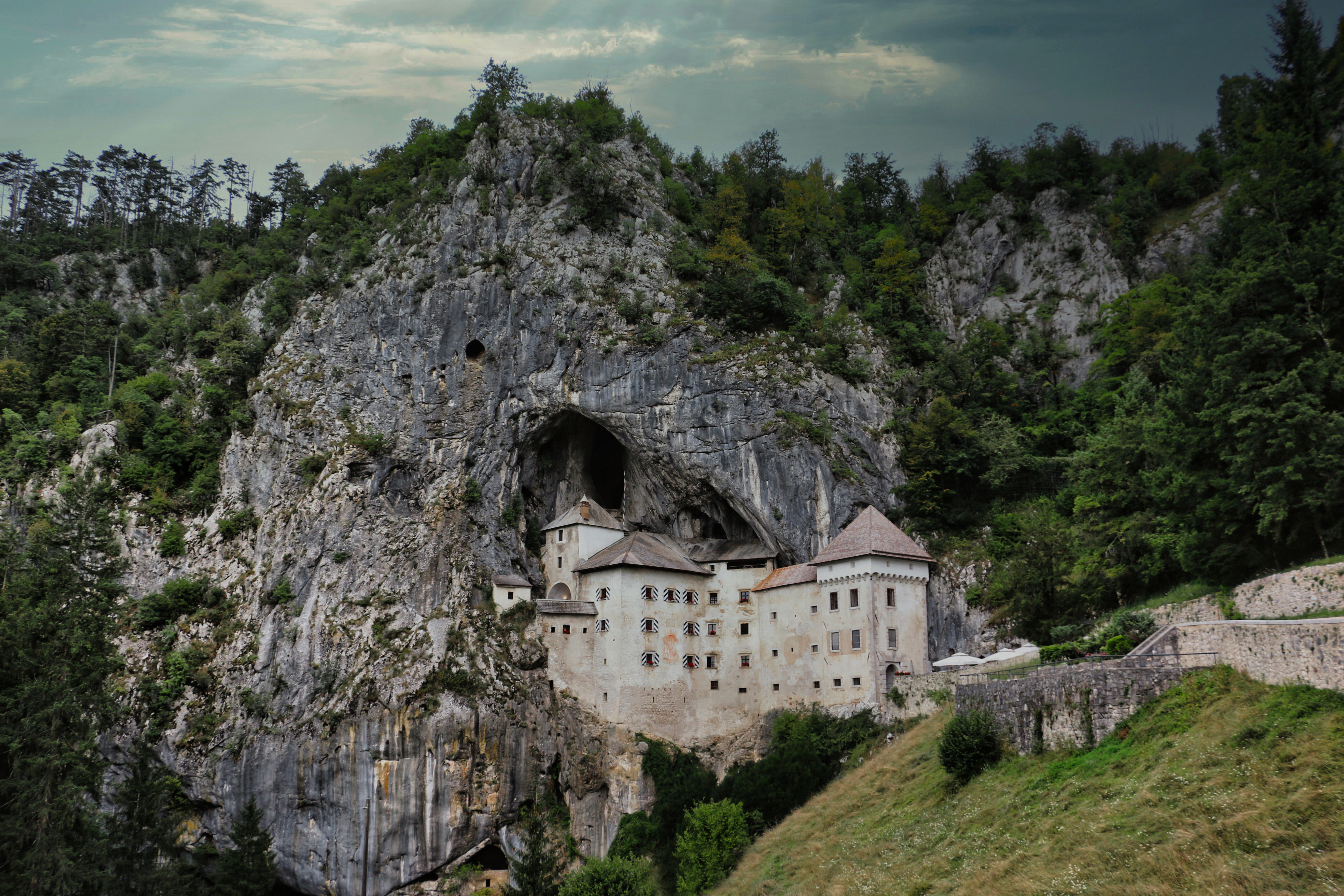
El Castillo de Predjama

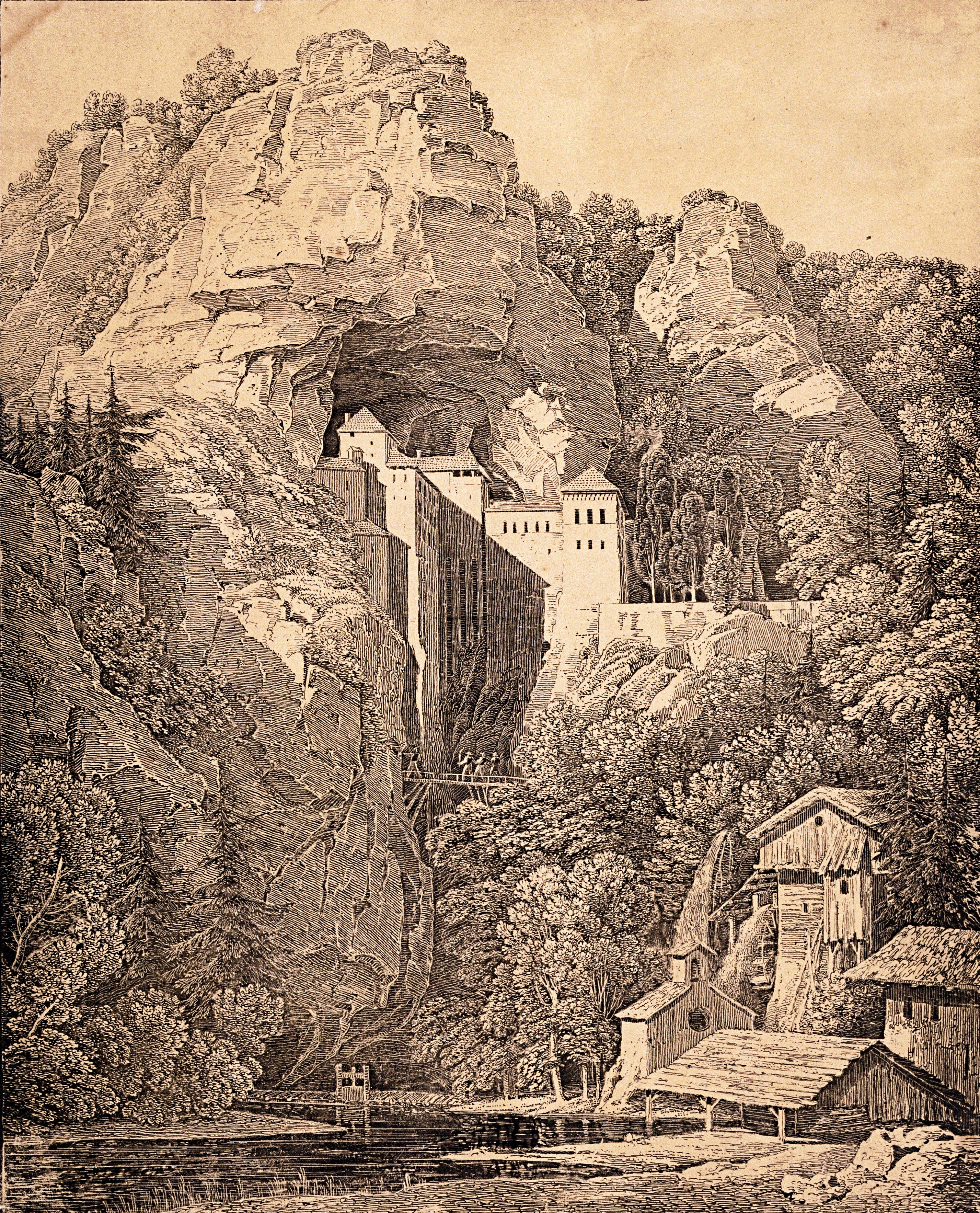
Litografía del castillo de 1816 por Karl Friedrich Schinkel.

El Castillo de Predjama (en esloveno: Predjamski grad o Grad Predjama, en alemán: Höhlenburg Lueg, en italiano: Castel Lueghi) es un castillo construido dentro de la boca de una cueva en el sudoeste de Eslovenia. En esloveno jama (pronunciado iama) significa "cueva", por tanto su nombre quiere decir "castillo en una cueva". Se encuentra a aproximadamente nueve kilómetros de la ciudad de Postojna.
El castillo se encuentra en una ubicación espectacular, ante un precipicio de 123 metros. Reina sobre el arroyo Lokva como un nido de águila. Aunque en realidad el castillo data de finales del siglo XVI, hubo ya una construcción en el mismo lugar desde 1202.
El interior del castillo ofrece una imagen medieval. Aunque la vida en aquella época fuera difícil e insalubre, ofrecía lo que en aquellos tiempos se valoraba más: la seguridad. Detrás del castillo se encuentra una cueva, llamada 'La Cueva debajo del Castillo de Predjama', que hizo posible la construcción del castillo. Dicha cueva también permitía a sus habitantes tener la espalda segura y eso daba al castillo una gran ventaja estratégica con respecto a posibles enemigos. En la parte más alta de la cueva se encuentra una pequeña galería que presentaba una salida secreta y un camino de evacuación. Es la que utilizó el caballero Erasmo Lueger durante el sitio del castillo para proveer alimentos.
Una de las curiosidades del Castillo de Predjama es su inserción en el entorno geológico, de tipo kárstico. El hombre podía construir un castillo de este tipo solamente en el Carso y con ello procuró además seguridad y mimetización con el medio natural. Esta simbiosis supuso un éxito y de ello nos cuenta la leyenda.
En 1570 construyeron el castillo con la forma renacentista que conocemos hoy, por encargo de Ivan Kobenzl. 240 años más tarde lo heredó el conde Mihael Coronini y en 1846 lo compró el príncipe Windischgrätz.
En la actualidad, la empresa Postojnska jama d.o.o. es la encargada de la gestión del castillo.
Del castillo escribieron muchos escritores eslovenos:
- Janez Vajkard Valvasor: Slava vojvodine Kranjske (1689)
- Franc Malavašič: cuento Erasmo de Cueva (1845)
- Miroslav Vilhar: obra de teatro Jamska Ivanka (1850)
- Saša Vuga: trilogía Erasmo de Predjama (1979)

## La leyenda de Erasmo de Predjama
En la segunda mitad del siglo XV hubo una lucha entre el emperador austriaco Federico III de Habsburgo y el rey Matthias Corvinus de Hungría. El testarudo y orgulloso caballero Erasmo en esta lucha apoyó el rey húngaro. Un día, el emperador de Austria decidió decapitar a un amigo de Erasmo y ese, en venganza, mató a un pariente de Federico III. A partir de ahí, las cosas cambiaron en la vida del caballero. Erasmo tuvo que escapar y encontró refugio en Predjama. Desafió al emperador austriaco con ataques a las caravanas de comerciantes. Así que Frederico III dio orden al teniente de Trieste Gaspare Ravbar que lo encontrara y matara. Gracias a las huellas en la nieve que Erasmo dejó tras sí, Ravbar lo encontró en el Castillo de Predjama. Con su ejército sitió el castillo durante un año y un día, sin éxito. Durante ese tiempo el teniente no sabía que Erasmo tenía una salida secreta. El caballero utilizaba una de las galerías detrás del castillo que llevaban al exterior. Andaba hacia Vipava, donde recogía cerezas que después las ofrecía al ejército desesperado. Gaspare Ravbar no sabía cómo derrotar a Erasmo. La solución la encontró en uno de los criados de Erasmo que decidió delatar a su amo. Cuando Erasmo se dirigió, como escribió Valvasor, “al lugar al que ni el sultán turco puede mandar a su representante”, el criado encendió una linterna y así indicó dónde se encontraba el caballero. Ese fue el fin del llamado “Robin Hood esloveno”. 

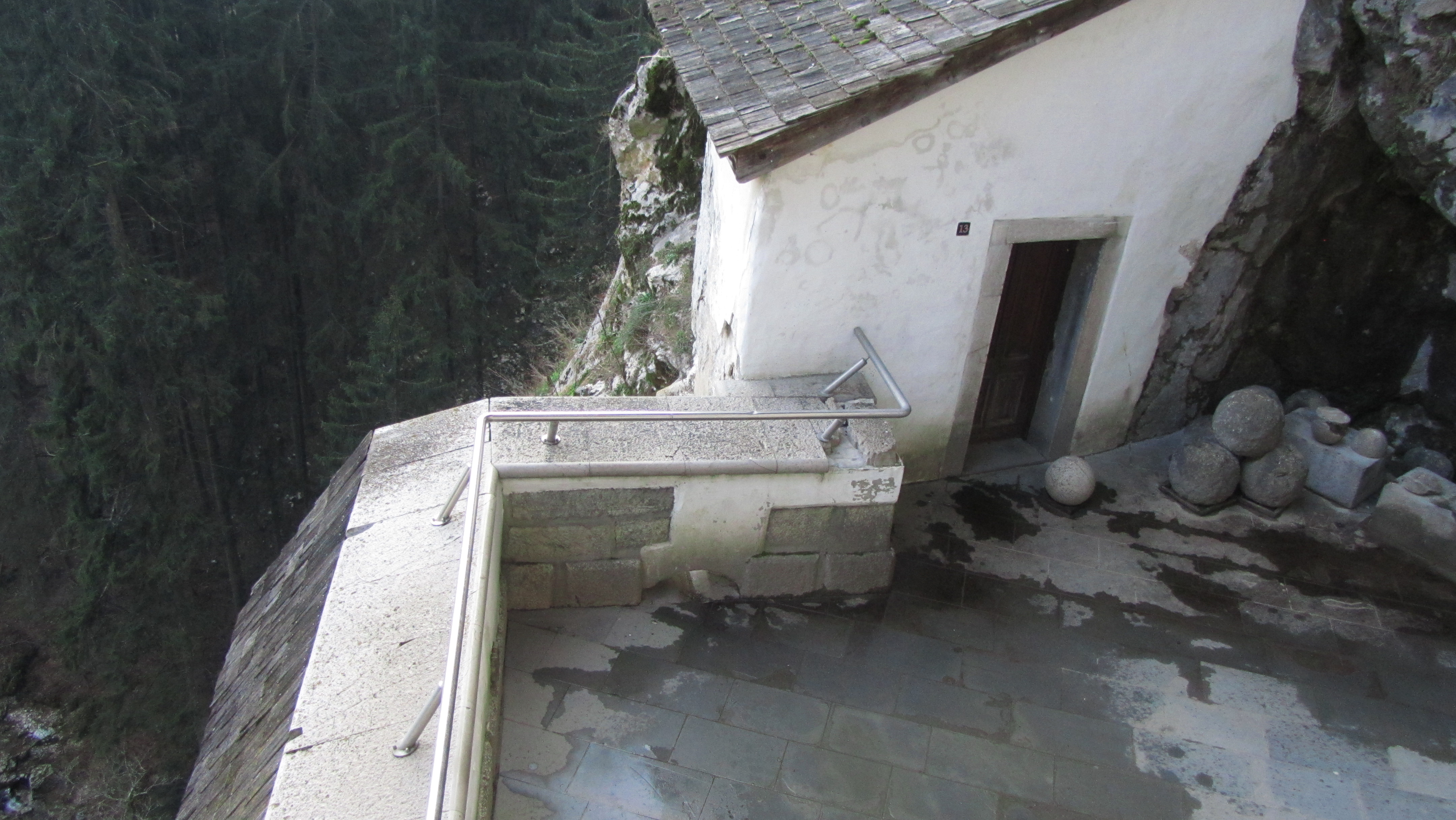
Aseo donde, según la leyenda, mataron a Erasmo de Predjama.

La leyenda también cuenta que Erasmo está enterrado donde hoy está situado el aparcamiento y al lado de la pequeña iglesia de María de los Siete Dolores, del siglo XV, que con sus frescos restaurados representa hoy día uno de los ejemplos más hermosos de la arquitectura del Gótico tardío en Eslovenia. En su tumba crece un tilo enorme, que fue plantado por su novia en su memoria.